# Sharon Van Etten
Sharon Katharine Van Etten (Belleville, 26 de febrer de 1981) és una cantant i compositora de música folk estatunidenca. Ha publicat els àlbums Why I Was in Love (2009), Epic (2010), Tramp (2012), Are We There (2014), Remind Me Tomorrow (2019) i We've Been Going About This All Wrong (2022). El 2024 va publicar el single Every Time the Sun Comes Up. El febrer de 2025 va publicar Sharon Van Etten & The Attachment Theory.

## Biografia
Va néixer i créixer a Nova Jersey on va cursar els seus estudis a l'institut North Hunterdon on cantava al cor. Més tard, es va traslladar a Tennessee per continuar la seva carrera acadèmica a la universitat Middle Tennessee State on va entrar en contacte amb gran varietat de gèneres musicals. Van Etten va començar a tocar en públic les cançons que havia compost durant l'etapa de linstitut. El 2004 va tornar a Nova Jersey, on va treballar a Perryville Perryville Wine and Spirits, i un any més tard va marxar a viure a Nova York.
Van Etten es va autopublicar CDs fets a mà fins que al 2009, va treure el seu enregistrament d'estudi de debut aprofitant que treballava a Astor Wines i com a publicista a Ba Da Bing Records.

### Covid-19
El 22 d'abril del 2020, Van Etten va tocar el baix i va cantar amb els membres supervivents del grup Fountains of Wayne en un acte benèfic amb diverses bandes de Nova Jersey per pal·liar els efectes de la Covid-19. Van tocar simultàniament des d'ubicacions remotes la cançó «Hackensack» de l'àlbum Welcome Interstate Managers.

## Obres destacades

### 2009:Because I Was in Love
El seu debut, Because I Was in Love, es va publicar el 26 de maig de 2009. El va produir Greg Weeks a l'estudi Hexham Head de Filadèlfia.

### 2010:Epic
El 21 de setembre de 2010, va publicar el seu segon àlbum amb Ba Da Bing Records, Epic. Sense banda estable en aquell moment, Van Etten va convidar a participar-hi els seus amics Jeffrey Kish, Dave Hartley, Jessica Larrabee i Andy LaPlant de She Keeps Bees, Cat Martino, Meg Baird, Jim Callan i Brian Christinzio. La primera cançó de l'àlbum, «Love More», la va enregistrar el desembre de 2009 el productor Brian McTear per la sèrie de documentals Weathervane Music's Shaking. La resta de l'àlbum va ser produïda per Brian McTear amb enginyer Amy Morrissey el maig del 2010 a Miner Street Recordings a Filadèlfia. NPR el va descriure com «un so més ple comparat als súper arranjaments sobrers dels seus primers àlbums, però Epic encara sona increïblement íntim, amb molt espai per respirar."

### 2012:Tramp

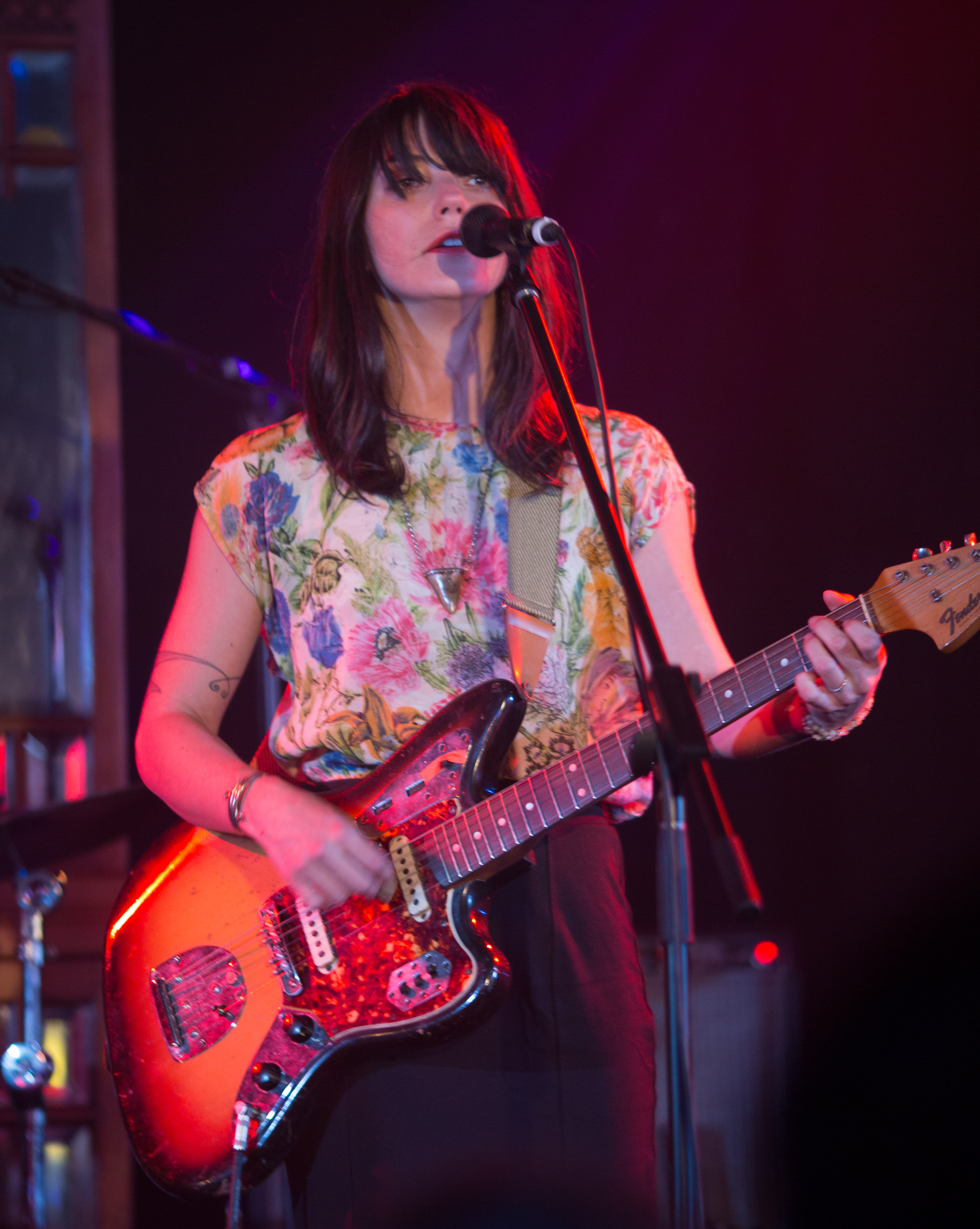
Sharon Van Etten (6 de gener de 2013)

El tercer àlbum d'estudi, Tramp, va sortir el 7 de febrer del 2012, a Jagjaguwar. Produït per Aaron Dessner de The National i enregistrat en el seu estudi casolà a Brooklyn, Nova York. Les mescles es van fer a Miner Street Recordings dins Filadèlfia, on l'àlbum pels enginyers i Mixers Brian McTear i Jonathan Baix. Els músics de l'àlbum van ser Doug Keith, Thomas Bartlett, Bryan Devendorf, Bryce Dessner, Mat Barrick, Rob Moose, Julianna Barwick, Peter Silberman, Logan Coale, Clarice Jensen, Ben Lanz, Zach Condon, i Jenn Wasner.
El gener del 2013, Van Etten va col·laborar en el tribut que John Cale va fer a la cantant Nico, A Life Along the Borderline, en la Brooklyn Academy of Music de Nova York i durant l'estiu va talonejar a Nick Cave durant la seva gira.
Ha participat també com a actriu en la primera temporada de la sèrie de Netflix The OA, amb el personatge Rachel interpretant la cançó «I Wish I Knew».
D'altra banda, també tanca el sisè capítol de la tercera temporada de la mítica sèrie Twin Peaks on apareix interpretant la seva cançó «Tarifa».

### 2014:Are We There
El maig de 2014 treu el quart àlbum d'estudi, Are We There. Van Etten va produir l'àlbum amb Stewart Lerman i el director Zeke Hutchins. La majoria de l'enregistrament va ser fet a Hobo Studios a Weehawken, Nova Jersey, i el piano a Electric Lady Studios de Nova York. Els músics van ser Zeke Hutchins, Doug Keith, Heather Bosc Broderick, Dave Hartley, Adam Granduciel, Marisa Anderson, Stuart D. Bogie, Mickey Lliure, Mary Lattimore, Petit Isidor, Jacob Morris, Torres' Mackenzie Scott, Shearwater' Jonathan Meiburg, Dens' Jana Hunter, i Efterklang Peter Broderick.
L'EP I Don't Want to Let You Down, una recopilació de cançons que no van ser incloses a Are We There, va ser sortir a Jagjaguwar l'any 2015.

### 2018:Remind Me Tomorrow
El 2 d'octubre del 2018, Van Etten va treure un senzill que va titular «Comeback kid» i va anunciar el seu àlbum pròxim Remind Me Tomorrow, va sortir el18 de gener de 2019. El 28 de febrer de 2019, Van Etten va aparèixer en L'Ellen DeGeneres Show per tocar el senzill «Seventeen».

### 2022-2024:We've Been Going About This All Wrong
El 6 de maig de 2022, Van Etten va llançar el seu sisè àlbum d'estudi We've Been Going About This All Wrong.
El 23 d'agost de 2024, deu anys després del llançament inicial de l'àlbum Are We There, Van Etten va llançar el senzill Every Time the Sun Comes Up en vinil de 7 polzades, que inclou una versió alternativa del tema i una interpretada en directe a l'Òpera de Sydney.

### 2025:Sharon Van Etten & The Attachment Theory
El disc Sharon Van Etten & The Attachment Theory es va publicar el 7 de febrer a la seva editora habitual, Jagjaguwar.

## Estil musical
La música de Van Etten es caracteritza per un fort ús d'harmonies. Pitchfork va descriure les seves cançons com a posseïdores de «reminiscències de la tradició folk». Amb "Comeback Kid" i l'àlbum Remind Me Tomorrow, va introduir sons electrònics.

## Vida personal
Van Etten va tenir al seu primer fill l'any 2017. Després de viure a Nova York durant 15 anys, es va traslladar a Los Angeles el setembre del 2019.

## Discografia

### Àlbums
- Because I Was in Love (2009)
- Epic (2010)
- Tramp (2012)
- Are We There (2014)
- Remind Me Tomorrow (2019)[23]
- We've Been Going About This All Wrong (2022)
- Sharon Van Etten & The Attachment Theory (2025)[19]

### EPs
- - Daytrotter Session (2010)
  - NPR Tiny Desk Concert(2010)
  - Amazon Artist Lounge EP (2014)
  - Are We There - Sampler(2014)
  - I Don't Want to Let You Down EP (2015)

#### Senzills
- - 2007: «Much More Than That» / «Over Your Shoulder»
  - 2010: «One Day» / "«f You Were Here» - Ba Da Bing!
  - Setembre del 2010: «I'm Giving Up on You» / «You Didn't Really Do That» - Polyvinyl Record Company – PRC-206 (edició limitada: 500 copies en vinil)
  - 2012: «Serpents»-Jagjaguwar
  - 2012: «Leonard» - Jagjaguwar
  - 2012: «Give Out» - Jagjaguwar
  - 2012: «Magic Chords» - Jagjaguwar
  - 2013: «We Are Fine» - Jagjaguwar
  - Abril 2013: «Stop Draggin' My Heart Around» / «A Wake for the Minotaur» per Shearon Van Ettenwater (Subpop) -col·laboració de Van Etten and Shearwater for Record Store Day 2013 (edició limitada 1.000 còpies)
  - 2014: «Taking Chances» - Jagjaguwar
  - 2014: «Our Love» - Jagjaguwar
  - 2014: «Every Time The Sun Comes Up»- Jagjaguwar
  - 2014: «Nothing Will Change» - Jagjaguwar
  - Gener 2015: «I Don't Want to Let You Down» (digital) - Jagjaguwar
  - Agost 2016: «Not Myself» (digital) - Jagjaguwar - en suport i memòria de les víctimes dels trets al Orlando nightclub.
  - Març 2017: Sharon Van Etten / Sam Cohen –Kinderliederbuch zur Charakterbildung (Children's Songbook for Character Building)
  - 2018: «Comeback Kid» – #20 Adult Alternative Songs
  - 2019: «Seventeen» - Jagjaguwar – #9 Adult Alternative Songs
  - 2020: «Beaten Down» - Jagjaguwar
  - 2024: «Every Time the Sun Comes Up»

#### Vídeos
- - «Magic Chords» (2012)
  - «Taking Chances» (2014)
  - «Our Love» (2014)
  - «Every Time the Sun Comes Up» (2015)
  - «Your Love Is Killing Me» (2015)
  - «Leonard» (2017)
  - «For You» (2018)
  - «Comeback Kid» (2018)
  - «Seventeen» (2019)
  - «Jupiter 4» (2019)
  - «No One's Easy to Love» (2019)
  - «Beaten Down» (2020)